# Dialetto savonese
Con dialetto savonese (savoneise, ma generalmente zeneise) si fa riferimento alla varietà ligure parlata nel centro urbano di Savona. La classificazione scientifica la identifica come subvarietà all'interno delle parlate centrali della regione, ed è (soprattutto oggi) del tutto affine a quella parlata nel capoluogo regionale.

## Cultori
Cultori della varietà di Savona sono stati, fra gli altri, Giuseppe Cava (Beppin da Cà), Edoardo Travi, Mario Scaglia (Claodin do Giabbe) e Giovanni Battista Niccolò Besio. Esistono inoltre musicisti e gruppi musicali locali con pezzi in repertorio in lingua locale, come la Corale Alpina Savonese, la Corale Femminile della Ginestra, la Corale Polifonica di Valleggia o Ivano Nicolini; fra gli autori, Mario Asiani, Benvenuto Icardi e Don Lello Paltrinieri. Né va dimenticato il tipico canto ligure polivocalico trallallero, dove il savonese è stato utilizzato da gruppi quali "l'Aurora" di Valleggia, "O Brandale", "I portuali", "La Foce" e la più longeva e famosa squadra di canterini della città, la "Secondo Grosso", nata alla fine degli anni '30  e rimasta in attività fino alla fine degli anni ottanta.

## Aree linguistiche in Provincia di Savona
Al di là del mero dialetto del centro urbano di Savona, nell'omonima provincia possono essere identificate tre aree linguistiche distinte:
- da Varazze a Noli sulla costa (compresa quindi Savona) si parlano varietà di tipo genovese;
- da Varigotti fino a Taggia si parla un dialetto di tipo ligure centro-occidentale;
- nel sassellese si parla un dialetto del cosiddetto tipo Oltregiogo occidentale, con alcune caratteristiche di transizione verso il tipo piemontese.
- La Val Bormida in cui si parla un dialetto per lo più piemontese, con forti influenze liguri.